# 露茜 (阿拉巴馬州)
露莤（英語：Lucy）是一個位於美國阿拉巴馬州休斯敦縣的非建制地區。該地的面積和人口皆未知。

## 地理
露莤的座標為31°01′13″N 85°02′28″W / 31.02027°N 85.04111°W，而該地的平均海拔高度為39米（即128英尺）。